# Galateja (mjesec)
Galateja (također Neptun VI) je prirodni satelit planeta Neptun, iz grupe pravilnih satelita, s oko 176 kilometara u promjeru i orbitalnim periodom od 0.42874431 ± 0.00000001 dana.